# 無理な恋愛
『無理な恋愛』（むりなれんあい）は、関西テレビ放送（KTV）とメディアミックス・ジャパン（MMJ）の制作により、2008年4月8日から6月17日まで、フジテレビ系の毎週火曜22:00-22:54（JST）に放送されていた日本のテレビドラマ。主演は堺正章と夏川結衣。
初回は、10分拡大の23:04までの放送。第2話は前時間枠の『絶対彼氏〜完全無欠の恋人ロボット〜』が15分拡大されたため、22:15から放送された。また『2008北京オリンピックバレーボール世界最終予選』の中継延長に伴い、第7話は22:15から、第9話は22:40からそれぞれ放送された。
キャッチコピーは「無理な恋ほど、したくなる。」

## 概要
堺正章が民放の連続ドラマでは『パパ・サヴァイバル』（TBS系日曜劇場）以来13年ぶりに主演を務めた。フジテレビ系のドラマ出演は、最終回にゲスト出演した『西遊記』以来2年ぶりである。自身の主演ドラマの主題歌を担当するのは『キッド』（日本テレビ系）の主題歌『メリーゴーラウンド』以来27年ぶりとなる。またドラマ同様に同じGSバンドのメンバーだったムッシュかまやつとは35年ぶりの共演となる。スザンヌは本作が女優デビュー作となる。
脚本は堺が主人公の父親役で出演した『ちゅらさん』（NHK連続テレビ小説）と同じ岡田惠和が手掛けた。
ドラマの中で、堺演じる正午のレコード会社からメジャーデビューすることになっている新人バンド・ZUKANは、現実でもメジャーデビューが決定しており、メンバー本人がドラマに出演している。また、デビュー曲『ハイジ』のジャケットに複数のデザイン候補の中から正午が選んだものを使用したり、現実同様米米CLUBの『つ・よ・が・り』やAIの『大切なもの』と同日発売されるなど、ZUKANのデビュー曲発売前後の活動がドラマとリンクしながら展開されている。
オープニングタイトルでは、堺の幼少時代から芸能界デビューした当時までの写真が使用されている。

## あらすじ
主人公・立木正午（堺正章）は還暦を迎えたばかり。若い頃はGSバンドの一員として人気を集めたが、現在はバンド解散後に設立したレコード会社で、役員待遇のプロデューサーをしている。バツイチである正午が、ひょんなことから出会った25歳年下の女優、長野かえで（夏川結衣）に一目惚れする。

## キャスト
立木 正午（60）
演 - 堺正章
昭和23年生まれ、牡羊座のO型。オールインレコードの役員待遇プロデューサー。グループ・サウンズ全盛期に、ケンちゃんたちとザ・レインドロップスを組んで活動していたが、最近の音楽についてはよく分からない。地位・名誉・金の全てを手にし、結婚した光代との間に一人娘の朝子をもうけたが、仕事で家族を顧みなかったため離婚し、現在は独身。かえでとの出会いがキッカケで、自身の人生観が大きく変わっていくこととなる。菊原が発掘し、自らプロモーションの陣頭指揮を執ってきた新人バンド・ZUKANのデビュー曲の売上が伸びなかった責任を取り、会社に辞表を提出。その後再会した菊原とともにインディーズレーベル「チャッピーズ」を立ち上げ、新人アーティストの発掘に駆け回っている。キャバクラではよく『雨あがりの夜空に』（オリジナル：RCサクセション）をカラオケで歌っている。
長野 かえで（35→36）
演 - 夏川結衣
昭和47年5月20日生まれ。女優を目指して金沢から上京し、再現ドラマに出演しながら、生計を立てるために居酒屋「てんてこ舞」でアルバイトをしている。60歳の正午と年下の龍彦との間で思いが揺らぐ。その後オーディションを受けながら、村上社長とともに営業活動を続け、映画『タクシー亀山』でヒロインの叔母役を演じた。そしてその演技が評価され、武蔵野映画祭の助演女優賞を受賞。授賞式の席上、正午に言われた言葉を信じてやってきたこと、それを言われたのは自分の大好きな人だと話し、プロポーズを断念した龍彦から知らされた居場所に向かい、正午にそばにいてほしいと伝える。母・秀子が大ファンである正午のニックネームから命名したトイプードルのチャッピーを飼っている。
東海林 龍彦（33）
演 - 徳井義実（チュートリアル）
かえでの彼氏的な存在で腐れ縁の関係。小説家を志しているものの、肝心の作品は一向に執筆する気配もなく、金も仕事も住む所もないため、かえでだけでなく、複数の女性の部屋を転々としていた。だが、ひょんなことから知り合った正午がかえでに思いを寄せていることを知った上、正午から恋のライバル宣言をされたことに危機感を募らせ、ようやくアルバイトを始める。また一郎に頼まれて読んだ脚本の手直しを始めたことがキッカケとなり、自身のバイト代で中古のパソコンを購入し、シナリオコンテストへの応募を本格的に目指す。武蔵野映画祭の授賞式でかえでにプロポーズをしようとしたが、かえでにとって正午の存在がいかに大きかったかを思い知らされ、断念。脚本執筆の取材中に偶然知った正午の居場所をかえでに伝え、正午の元に送り出した。正午のことは「おっちゃん」と呼んでいる。
門田 祥子
演 - 青木さやか
獅子座生まれのA型。正午の秘書。本人的には全く悪気はないのだが、ストレートな言動でいつも周りの人々を嫌な気分にさせてしまう。正午の下についてから長く、プライベートもある程度把握している。川柳を詠むことが趣味で、新聞によく投稿している。
矢代 文平（23）
演 - 田中圭
正午の部下。天然キャラの今どきの若者で、菊原退職後に増えた仕事や正午の恋を応援するなど、いろいろ彼なりに頑張るも、少々空回り気味なのが玉にキズ。幼い頃に父親を亡くしたため、正午を実の父親のように慕っている。これまで彼氏のいる女性ばかりを好きになっては振られ続けていたが、現在は合コンで知り合った朝子に思いを寄せている。
水田 一郎
演 - 福田充徳（チュートリアル）
かえでが出演する再現ドラマのディレクター。嫌味っぽく、グジグジこうるさいが、弱キャラである。律子を主役にした映画を作るのが夢。
田代 和也（21）
演 - 永田彬（RUN&GUN）
居酒屋「てんてこ舞」でアルバイトをしている大学生で、就職が決まったばかり。かえでのことを東京のお母さんのように慕う。
姫野 まどか（21）
演 - スザンヌ
再現ドラマに出演しはじめた若手女優。可愛くアイドル的ではあるが、致命的に芝居が下手。
ZUKAN
演 - ZUKAN（本人）
菊原が発掘した沖縄県出身の5人組バンド。菊原の退職後、正午がプロデュースを担当し、プロモーションの陣頭指揮を執った。正午退職後は文平がその担当を引き継いだ。実在するバンドで吉本興業の音楽レーベル、よしもとアールアンドシー所属。ドラマの展開と同様、実際にメジャーデビューを果たし、デビュー曲『ハイジ』のジャケットやポスターは、劇中正午が選んだデザインと同じものが実際に使用された。またセリフには沖縄訛りが多用された。
小川 朝子
演 - 小嶋陽菜（当時AKB48）
正午と光代の娘で女子大生。父親譲りの歌唱力を持ち、正午のレコード会社の新人オーディションを受け、最終審査まで残った。正午と過ごした記憶はほとんどなく、光代と圭介が自分の家族だと思っている。だが光代の影響からか、ザ・レインドロップスの楽曲をカラオケで歌うこともある。文平との交際について、ずっと返事を保留していたが、最終的に付き合うことにした。
ケンちゃん
演 - ムッシュかまやつ（友情出演）
ロックバー「GRACE LAND」のマスター。かつては正午とともにザ・レインドロップスの一員だった。
重信 ヨーコ
演 - 尾形沙耶香
ケンちゃんのロックバー「GRACE LAND」で働いている。父親は45歳。
久保 律子
演 - 鈴木砂羽
かえでの友人で同郷の役者仲間。正午がいなくなった一年後、付き合っていた一郎とできちゃった結婚。
菊原 浩介
演 - 坂口憲二（特別出演）
正午の部下だったが、目標としていた正午が情熱を失っていることに失望し、オールインレコードを退職。
その後、バイトをしては日本国内を転々とする日々を過ごしていたが、偶然再会した正午とともにインディーズレーベル「チャッピーズ」を立ち上げる。
村上
演 - 不破万作
かえでの芸能事務所社長。
チャッピー
演 – 竹重とろ（トイプードル）
かえでの愛犬。
小川 圭介
演 - 尾美としのり
光代の現在の夫。光代とはひと回りの年齢差がある。
小川 光代（56）
演 - 夏木マリ
正午の元妻。現在は圭介と再婚し、朝子と3人で暮らしている。生命保険の外交員をしている。

### ゲスト

#### 第5話
広田 裕次郎
演 - 光石研
正午の世話になったプロデューサー。
寺尾 宗達
演 - 八十田勇一
劇中ドラマの監督。

#### 第6話
長野 秀子
演 - 高畑淳子
かえでの母。GS時代の正午の大ファン。かえでが正午と知り合いだと聞きつけ、ひと目、正午に会う為に上京。
光代とはザ・レインドロップスの追っかけ仲間。

#### 第7話
藤木
演 - 井上順
ラジオ局のプロデューサー。正午とは旧知の仲。担当するラジオ番組にZUKANがゲスト出演する。

#### 第9話
長野 幹二
演 - 前田吟
かえでの父。仕事で上京した際、バーで自分と同い年の正午とは意気投合するが、正午の恋の相手が自分の娘だと知り、気まずくなる。

## サブタイトル
サブタイトルはドラマのオープニングで表示されたもの、シナリオ題は新聞のラテ欄に掲載されたものである。
| 各話                                                     | 放送日        | サブタイトル             | シナリオ題       | 視聴率 | 備考         |
| -------------------------------------------------------- | ------------- | ------------------------ | ---------------- | ------ | ------------ |
| 第1話                                                    | 2008年4月8日  | 胸がはずむ出会い         | 胸はずむ出会い   | 11.7%  | 10分拡大     |
| 第2話                                                    | 2008年4月15日 | 彼女からの誘い           | 彼女からの誘い   | 8.0%   | 15分繰り下げ |
| 第3話                                                    | 2008年4月22日 | 彼女が部屋にやってきた   | 彼女が家に来た!  | 8.1%   | -            |
| 第4話                                                    | 2008年4月29日 | 恋の大逆転!?             | 恋の大逆転!?     | 6.9%   | -            |
| 第5話                                                    | 2008年5月6日  | 傷ついた彼女             | 傷ついた彼女     | 6.2%   | -            |
| 第6話                                                    | 2008年5月13日 | 彼女の母が来た!!         | 彼女の母が来た!  | 6.9%   | -            |
| 第7話                                                    | 2008年5月20日 | 彼女の誕生日             | 彼女の誕生日     | 6.6%   | 15分繰り下げ |
| 第8話                                                    | 2008年5月27日 | 人間ドックで再検査       | 人間ドック再検査 | 6.5%   | -            |
| 第9話                                                    | 2008年6月3日  | 彼女の父は同じ年         | 彼女の父は同じ年 | 7.0%   | 40分繰り下げ |
| 第10話                                                   | 2008年6月10日 | 男の引き際、最後のデート | 遊園地でデート   | 6.3%   | [ 注 2 ]     |
| 第11話 （最終話）                                        | 2008年6月17日 | すばらしき人生           | すばらしき人生   | 7.7%   | -            |
| 平均視聴率7.5%（視聴率は関東地区・ビデオリサーチ社調べ） |               |                          |                  |        |              |

※枠最下位にはならなかったものの、クールではワーストとなった。

## 使用楽曲
- 主題歌：『忘れもの』堺正章

作詞：秋元康 / 作曲：Gajin / 編曲：清水信之
- 挿入歌：『サイケなハート』ザ・レインドロップス[注 3]《堺正章、コーラス・ムッシュかまやつ》

作詞：秋元康 / 作曲・編曲：後藤次利
- 劇中歌：『ハイジ』ZUKAN（よしもとアール・アンド・シー）

作詞：ZUKAN、阿部義晴 / 作曲：ZUKAN / 編曲：阿部義晴

## DVD
- 無理な恋愛 DVD-BOX
  - 発売日：2008年9月17日
  - 販売元：ポニーキャニオン
  - 価格：21,945円（税込、11話+特典映像）
  - 映像特典
    - 制作発表
    - 「いい加減にしろ!」福田D突撃インタビュー!
    - お笑いワイドショー「マルコポロリ!」が緊張の撮影現場に潜入
    - バースデイ&クランクアップ映像
    - NG集
    - 「サイケなハート」DVDスペシャルバージョン収録
    - 「忘れもの」レコーディング風景&インタビュー
    - かえでと律っちゃん
    - SAWA SUZUKI COLLECTION 2008
    - 初回ブームアップ番組〜いくつになっても恋がしたいSP〜
    - 予告集
    - Rock Bar GRACE LAND

  - 封入特典：36ページ「無理な恋愛」スペシャルストーリーブック
  - 初回封入特典：最終回「すばらしき人生」台本ミニチュア版

## スタッフ
- 脚本：岡田惠和
- 音楽：仲西匡、瀬川英史
- プロデューサー：安藤和久（関西テレビ）、東城祐司（MMJ）、浅井千端（MMJ）
- 演出：塚本連平、小松隆志
- 協力：東通、TAC、ブル、3x7、ブルーフラッグ、サンライズアート、レモンスタジオ、万屋、ナイス・デー、メディアプルポ、LAカンパニー
- 制作：関西テレビ、MMJ